# Wiaczesław Biełow (hokeista)
Wiaczesław Aleksandrowicz Biełow, ros. Вячеслав Александрович Белов (ur. 17 kwietnia 1983 w Permie) – rosyjski hokeista, trener.

## Kariera zawodnicza
- Awangard-WDW Omsk (1998-2001)
- Mostowik Kurgan (2001-2002)
- Awangard Omsk (2003/2005)
- Sibir Nowosybirsk (2002-2003)
- Mieczeł Czelabińsk (2004-2005)
- Saławat Jułajew Ufa (2005-2007)
- Spartak Moskwa (2007-2008)
- Awangard Omsk (2008-2010)
- Sibir Nowosybirsk (2010-2012)
- Atłant Mytiszczi (2012)
- Traktor Czelabińsk (202-2013)
- Sibir Nowosybirsk (2013-2015)
- Łada Togliatti (2015-)
- Spartak Moskwa (2015-2016)
- HK Szachcior Soligorsk (2016/2017)
- HSC Csíkszereda (2017-2020)

Wychowanek Mołota-Prikamje Perm. Od maja 2013 po raz trzeci w karierze zawodnik Sibiru Nowosybirsk. Z klubu odszedł z końcem kwietnia 2015. Od maja 2015 zawodnik Łady. Od listopada 2015 ponownie zawodnik Spartaka Moskwa. Odszedł z klubu z końcem kwietnia 2016. Od września 2017 zawodnik rumuńskiego klubu z Csíkszeredy.

## Kariera trenerska
W czerwcu 2022 wszedł do sztabu trenerskiego MHK Spartak Moskwa.

## Sukcesy
Klubowe
- Srebrny medal mistrzostw Rosji: 2013 z Traktorem Czelabińsk
- Mistrzostwo Dywizji Czernyszowa w KHL: 2015 z Sibirem Nowosybirsk[8]
- Srebrny medal Erste Liga: 2019 z HSC Csíkszereda
- Złoty medal Erste Liga:2020 z HSC Csíkszereda